# Şahağac
Şahağac är en ort i Azerbajdzjan.   Den ligger i distriktet Astara Rayonu, i den sydöstra delen av landet, 220 km söder om huvudstaden Baku. Antalet invånare är 4 300.
Terrängen runt Şahağac är platt åt sydost, men åt nordväst är den kuperad. Terrängen runt Şahağac sluttar österut. Trakten är tätbefolkad. Närmaste större samhälle är Lankaran, 18,1 km norr om Şahağac.